# Isabelle Heyndrickx

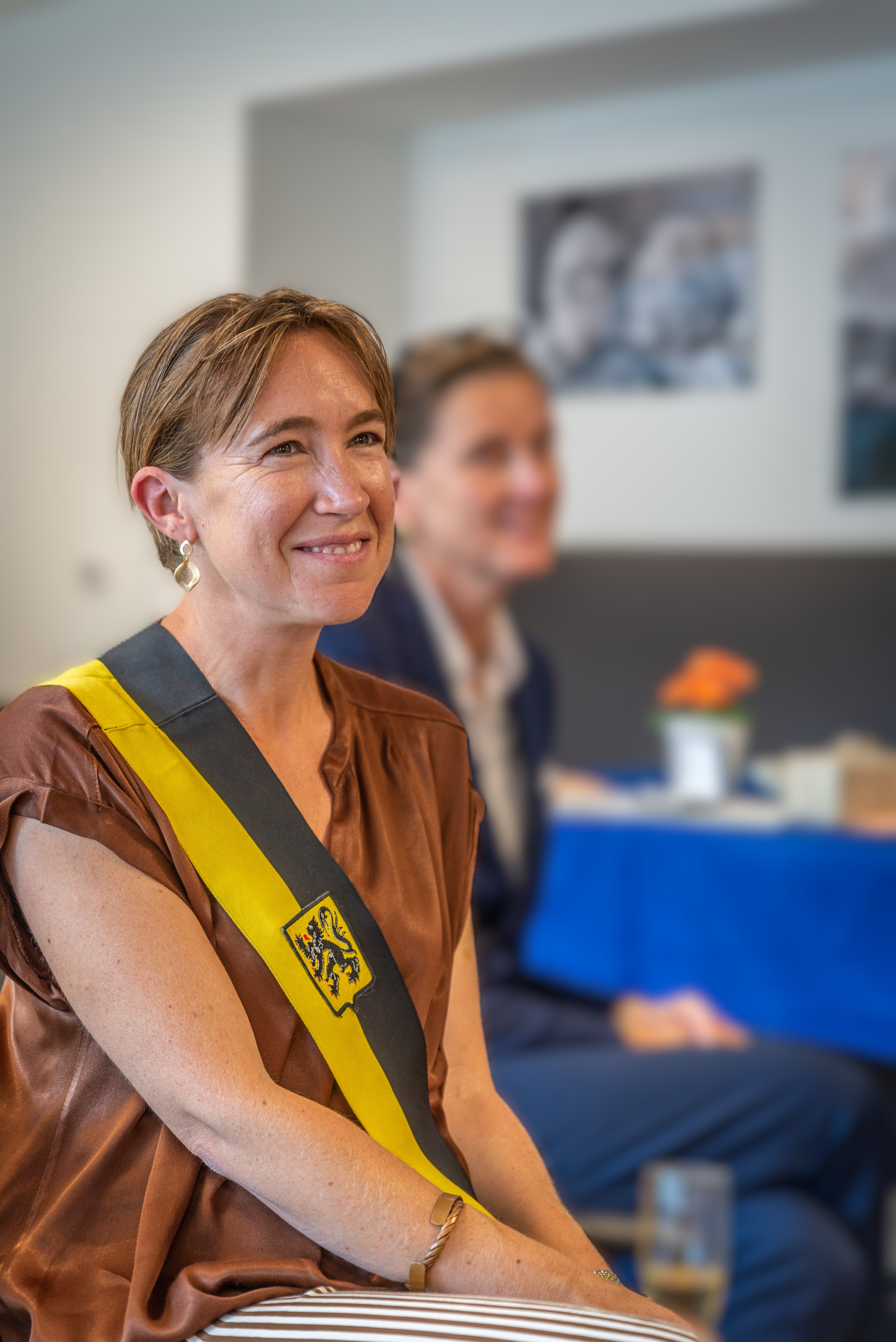

Isabelle Heyndrickx (Gent, 10 april 1980) is een Belgisch politica voor de Christen-Democratisch en Vlaams (CD&V). Zij is sinds februari 2025 algemeen directeur van het Agentschap Integratie en Inburgering van de Vlaamse overheid. Van 2020 tot 2024 was ze schepen van Burgerzaken, Begraafplaatsen en Protocol bij de Stad Gent. Zij is gemeenteraadslid in Gent. 

## Jeugd, opleiding en professionele carrière
Heyndrickx werd geboren in Gent en groeide op in Melle. Zij volgde het basisonderwijs en haar middelbare studies aan Nieuwen Bosch school in Gent. Zij behaalde in 2003 het diploma van Licentiate in de Rechten aan de Universiteit van Gent, gevolgd door een Master Internationale Mensenrechten (Master of Human Rights Law) aan de Universiteit van Nottingham in 2004 en een licentiaatsdiploma Criminologie aan de Vrije Universiteit Brussel in 2008.

## Beroepsloopbaan
Heyndrickx werkte van 2004 tot 2009 als juridisch adviseur op het Ministerie van Defensie. Ze werd daarna van 2009 tot 2012 kabinetsmedewerker bij de toenmalige minister van Buitenlandse Zaken Yves Leterme, daarna van 2012 tot 2013 bij Minister van Financiën Steven Vanackere, van 2013 tot 2014 bij minister van Defensie Pieter De Crem en van 2014 tot 2019 bij vicepremier Kris Peeters. In 2019 werd ze algemeen secretaris van de VDK bank, waar ze in december 2020 ontslag nam om schepen van de stad Gent te worden, een mandaat dat ze tot eind 2024 zou uitoefenen.

### Algemeen Directeur Agentschap Integratie en Inburgering
Sinds 17 februari 2025 is Isabelle Heyndrickx algemeen directeur van het Agentschap Integratie en Inburgering van de Vlaamse overheid. Zij volgde er Jo De Ro op die eind 2024 ontslag had genomen om burgemeester van Vilvoorde te worden.

## Politieke loopbaan
Heyndrickx werd in de jaren na haar studie lid van CD&V. Zij nam voor het eerst deel aan de lokale verkiezingen in Gent in 2012, maar werd niet verkozen. In 2016 werd ze voorzitter van de lokale CD&V afdeling van Gent. In die hoedanigheid nam ze deel aan de gemeenteraadsverkiezingen in 2018, waar ze de vierde plaats op de CD&V-lijst kreeg. Ze behaalde 652 stemmen,  werd niet verkozen, maar werd wel eerste opvolger. De CD&V werd opgenomen in een coalitie met Open VLD, Groen en Vooruit. Het enige schepenambt voor CD&V ging naar kopvrouw Mieke Van Hecke, die schepen van Burgerzaken, Begraafplaatsen en Protocol werd.
Mieke Van Hecke nam eind 2020 ontslag als gemeenteraadslid en schepen en werd op 14 december 2020 opgevolgd zowel als gemeenteraadslid en als schepen van Burgerzaken, Begraafplaatsen en Protocol door Isabelle Heyndrickx.
Bij de gemeenteraadsverkiezingen in 2024 trok Heyndrickx voor het eerst de lijst voor CD&V in Gent. Ze werd verkozen als gemeenteraadslid, haar partij werd echter niet opgenomen in de meerderheid, waardoor haar schepenmandaat niet verlengd werd. Sindsdien is ze fractievoorzitter van de oppositiepartij CD&V in de Gentse gemeenteraad.